# Zimtkreischeule
Die Zimtkreischeule (Megascops petersoni, Syn.: Otus petersoni) ist eine Art aus der Familie der Eigentlichen Eulen. Sie kommt ausschließlich in Südamerika vor. Das Artepitheton ehrt den US-amerikanischen Ornithologen Roger Tory Peterson.

## Erscheinungsbild
Mit einer Körpergröße von etwa 21 Zentimetern ist die Zimtkreischeule innerhalb ihrer Gattung eine verhältnismäßig kleine Art. Sie hat ein rötlich-braunes oder zimtfarbenes Gefieder und kurze bis mittellange Federohren. Die Körperunterseite ist etwas blasser als die Körperoberseite. Die Läufe sind bis zu den Zehen befiedert. 
Verwechslungsmöglichkeiten bestehen mit der Kolumbien-Kreischeule, die aber um etwa 15 Prozent größer und auf Brust und Bauch gesprenkelt ist. Die Rostkreischeule hat ein graueres Gefieder und entspricht in der Körpergröße der Kolumbien-Kreischeule. Von der Rio-Napo-Kreischeule gibt es eine rotbraune Farbmorphe, die in der Gefiederfärbung der Zimtkreischeule ähnelt. Diese Art ist jedoch auf der Körperunterseite dicht gesprenkelt und hat gelbe Augen. 

## Verbreitung und Lebensraum
Das Verbreitungsgebiet der Zimtkreischeule ist verhältnismäßig klein. Sie kommt nur auf der Ostseite der Anden von Südecuador bis in den Norden von Peru vor. Inwieweit sie auch an den Osthängen der kolumbianischen Anden vorkommt, ist fraglich. Sie ist ein Standvogel, der feuchte Nebelwälder mit dichtem Unterholz und einem großen Reichtum an Epiphyten besiedelt. Die Höhenverbreitung reicht von 1.690 Meter bis 2.450 Meter. 

## Lebensweise
Die Zimtkreischeule ist eine ausschließlich nachtaktive Eulenart. Ihr Nahrungsspektrum besteht überwiegend aus Insekten. Sie schlägt gelegentlich aber auch kleinere Wirbeltiere. Ihre Fortpflanzungsbiologie ist bislang nicht hinreichend untersucht. Sie brütet aber vermutlich vor der Trockenzeit im Juli und August.